# 5,6,7,8-テトラヒドロキノキサリン
5,6,7,8-テトラヒドロキノキサリン（英: 5,6,7,8-Tetrahydroquinoxaline）は、化学式C8H10N2で表される複素環式化合物の一種。ベンゼン環とピラジン環が一辺を共有して縮合したキノキサリンのうち、ベンゼン環が飽和水素結合した構造で、ナッツのような香りを持ち、食品香料などに用いられる。

## 用途
天然にはパン、ココア、コーヒーなどに存在し、ヘーゼルナッツ、ピーナッツ、ゴマなどを焙煎することにより生じる。欧米では食品香料として広く使われ、アメリカ合衆国ではキャンディや清涼飲料に5ppm、シリアルやシーズニングスパイス、ゼラチン、プリン、スープ類に2.00ppmなどの使用例がある。日本では2010年5月28日に食品衛生法施行規則が改正され、使用が認められた。

## 安全性
遺伝毒性は陰性である。引火点は90℃で、日本の消防法では危険物第4類第3石油類（非水溶性）に区分される